# Glauconycteris egeria
Glauconycteris egeria (Thomas, 1913) è un pipistrello della famiglia dei Vespertilionidi diffuso nell'Africa centrale.

## Descrizione

### Dimensioni
Pipistrello di piccole dimensioni, con la lunghezza della testa e del corpo tra 43 e 47 mm, la lunghezza dell'avambraccio di 38 mm, la lunghezza della coda tra 38 e 41 mm, la lunghezza del piede tra 8 e 9 mm, la lunghezza delle orecchie tra 13,5 e 16 mm.

### Aspetto
Il colore generale del corpo è bruno-nerastro scuro, con delle strisce biancastre sui fianchi lungo l'attaccatura delle ali. Il muso presenta dei lobi all'angolo della bocca alquanto piccoli. Le orecchie sono grandi, con la punta arrotondata e con il lobo basale anteriore lungo e curvato all'indietro. Il trago è grande, con il margine interno concavo, quello esterno convesso e con un lobo basale esterno ben sviluppato. Le membrane alari sono marroni scure, con le venature poco evidenti e attaccate posteriormente alla base delle dita dei piedi. La coda è lunga ed inclusa completamente nell'ampio uropatagio. Il calcar è di medie proporzioni e con una carenatura terminale rudimentale.

## Biologia

### Alimentazione
Si nutre di insetti.

## Distribuzione e habitat
Questa specie è conosciuta soltanto in tre località del Camerun, Repubblica Centrafricana e Uganda occidentale.
Vive probabilmente nelle foreste secondarie tropicali di pianura.

## Conservazione
La IUCN Red List, considerata la mancanza di informazioni sufficienti sull'areale, i requisiti ecologici, le minacce e lo stato di conservazione, classifica G.egeria come specie con dati insufficienti (DD).